# Sejan
Lucije Elije Sejan, lat.: Lucius Aelius Seianus ( oko 20. pr. Kr., Volsinii, Etrurija – 18. listopada 31. Rim), uobičajeno poznat kao Sejan, bio je ambiciozni vojnik, prijatelj, ali i osoba od posebnog povjerenja rimskog cara Tiberija. Potekao je iz obitelji konjičkih časnika, Sejan se uspeo na vlast upravo zahvaljujući bezgraničnom carevom povjerenju u njega, kao i osobnom beskrupuloznošću u uklanjanju svakoga tko bi mu stao na put. Posebnu je moć imao kao zapovjednik careve osobne tjelesne garde, pretorijanaca, čiji je zapovjednik bio od 14., pa do smrti, 31. godine.
Dok je pretorijance, kao osobnu gardu (da mu se ne bi dogodilo što i Cezaru) utemeljio car August, u svrhu careve osobne tjelesne straže i zaštite carske obitelji, Sejan je uveo niz reformi koje su Pretorijansku gardu učinile još važnijim i moćnijim čimbenikom u sveukupnom životu ondašnjeg Rima, a kasnije će se ta narasla moć pretorijanaca (koja je i poslije Sejana jačala) u nekim periodima Carstva pokazati kao odlučujuća prevaga, i ponekad posredno, a ponekad i neposredno (izborima careva), manje ili više utjecati na cjelokupni tok Principata, što će se najbolje (a po Carstvo najpogubnije) osjetiti u 3. stoljeću, kroz tzv. "Krizu 3. stoljeća".
Tijekom 20-ih godina 1. stoljeća Sejan postupno, ali i rapidno, jača svoju moć i učvršćuje utjecaj nad Tiberijem te eliminira potencijalne političke protivnike, uključujući čak i samog carevog sina, Druza Julija Cezara. Kad se je Tiberije povukao na otok Capri (26.), Sejan je preuzeo u svoje ruke kontrolu cjelokupnog državnog aparata, tj. postao je de facto vladar Rimskog Carstva.
18. listopada 31. godine, na vrhuncu svoje moći, a kao najutjecajnija osoba moćnog Rima (ne računajući ostarjelog, deprimiranog i, na sve i svakoga, sumnjičavog cara), na vrhuncu svoje karijere (te je godine imenovan  konzulom, skupa s Tiberijem), Sejan je iznenada, u istom danu srušen s neformalne vlasti, brzo osuđen, i još brže pogubljen, skupa sa svojim pristašama, a likvidirana je i čitava njegova obitelj.

## Podrijetlo
Sejan je rođen 20. pr. Kr. u gradu Volsinii, u Etruriji, u obitelji Lucija Seija Strabona, u jednom od dva viša društvena sloja Rimske Republike i ranog Rimskog Carstva. Seiji su bili tradicionalno rimski konjički časnici (pandan srednjovjekovnim vitezovima). Službeno su, ipak, pripadnici tog reda konjičkih vitezova bili tek drugi red elite, iza patricija, tj. senatorske klase. Nastojeći se probiti u viši stalež rimskog društva Sejanov se je djed uspio približiti senatorskoj klasi, brakom s Terencijom, sestrom supruge Gaja Mecenata (mecena), koji je bio jedan od najmoćnijih i najutjecajnijih političkih saveznika cara Augusta. Tako je i Sejanov otac, brakom s kćeri Kvinta Elija Tubera, ušao u plemenitaški rod Elijevaca. Pa iako je sam Sejan, najvjerojatnije, rođen u drugom braku Strabona, s Koskonijom Galitom, sestrom trojice visokih rimskih dužnosnika, sukladno tadašnjim rimskim običajima, adoptiran je u rod Elijevaca, kao Lucije Elije Sejan.
Inače, plemenitaški rod Elijevaca je dao dva konzula. Spomenuti Kvint Elije Tubero (konzul 11. godine pr. Kr. i Seksto Elije Kato (konzul 4. godine, otac Elije Paetine, druge žene cara Klaudija). Sejanov ujak Junije Blez se istaknuo kao vojni zapovjednik koji je postao prokonzul Afrike 21., a poseban vojni trijumf zaslužio je gušenjem pobune Takfarinaca. 
Prema navodima povjesničara Tacita, Sejan je bio miljenik bogatog Marka Gavija Apika, vjerojatnog oca Sejanove prve žene, Apikate. S njom je Sejan imao je troje djece, dva sina i kćer: Strabon, Kapito Elije i Junila. 

## Uspon prema vlasti

### PrefektPretorijanske garde
Vrlo je vjerojatno da je Strabona, Sejanova oca, car August zapazio zbog njegove (a i careve) bliskosti s Gajem Mecenatom. Stoga je Strabona car, negdje poslije 2. godine pr. Kr. imenovao prefektom Pretorijanaca, jednim od dva najviša položaja koje je čovjek Strabonova staleža mogao dosegnuti u Carstvu. Iako je Pretorijanska garda utemeljena 27. godine pr. Kr., nije imala jednog formalnog zapovjednika, prefekta, do prije 2. godine pr. Kr., a Strabon je bio četvrti prefekt po redu. Ovaj je svoju visoku službu vršio besprijekorno, sve do Augustove smrti, 14. godine. 
Malo se zna o dotadašnjem životu Sejana, ali prema Tacitu, pratio je Gaja Cezara, Augustovog usvojenog unuka, tijekom kampanje u Armeniji, 1. godine pr. Kr. Stupanjem Tiberija na rimsko prijestolje, 14. godine., Sejan je imenovan suprefektom pretorijanaca kao ravnopravni zapovjednik skupa sa svojim ocem Strabonom, i time počinje njegov uspon prema neslućenoj moći.
Kad je Strabon imenovan guvernerom Egipta, 15. godine, Sejan postaje jedini zapovjednik pretorijanaca i provodi reforme koje su postepeno znatno proširile djelokrug ovlasti carske garde. Vojnici su inače bili razmješteni po okolnim garnizonima, od kojih su poneki bili i udaljeni, a onda je Sejan 20. godine objedinio pretorijance u jedan garnizon, smješten nedaleko od Rima, te povećao broj kohorti s devet na dvanaest. Ovim promjenama Sejan je sada zapovijedao vojskom od oko 12.000 odanih i lojalnih vojnika, a sam car Tiberije otvoreno pokazuje snagu garde na raznim paradama. Napuštena je Augustova fasada, privid republikanskog uređenja države.

### Sukob sDruzom
Svojom sposobnošću, i autoritetom kod pretorijanaca Sejan je sada još više učvrstio svoj položaj kod Tiberija, koji ga počinje sve više smatrati svojim glavnim i najpouzdanijim savjetnikom. Do 23.godine potpuno se nametnuo caru, koji je često znao za njega reći da je Sejan Socius Laborum (partner u mojim naporima). U to vrijeme izdignut je i u rang pretora, tj. u položaj koji inače nije bio u mogućnosti dobiti nitko iz njegove klase. U Pompejevu kazalištu podignut mu je kip, a njegovi pristaše u Senatu strelovito su napredovali. Međutim, ovaj njegov povlašteni položaj, izazvao je i negodovanja, među rimskom aristokracijom, posebno među nekim senatorima, a posebice se je, rastom svoje moći i značaja, počeo zamjerati i samom Druzu, Tiberijevu sinu, kao najvjerojatnijem nasljedniku rimskog prijestolja. 
Treba spomenuti da je sukob Sejana i Druza započeo još ranije, 15. godine. Te su godine izbile pobune unutar legija stacioniranih u Panoniji i u Germaniji. Tiberije šalje svog usvojenog sina, u narodu izuzetno omiljenog vojskovođu Germanika (oca budućeg cara Kaligule), da suzbije pobunu u Germaniji, dok svog biološkog sina Druza šalje u Panoniju, a u pratnji mu je Sejan, s dvije kohorte pretorijanaca. Pobune su ubrzo skršene, u Panoniji ponajviše zaslugom pretorijanaca, a Druz je glavnog vođu pobune osudio na smrt i dao javno smaknuti. Međutim, unatoč tom uspjehu, počinje rasti animozitet između Druza i Sejana.
Od stupanja Tiberija na vlast, Druz je, kao njegov sin, bio logičan i legitiman nasljednik carskog prijestolja. Imao je i vojnih uspjeha, osim u Panoniji, uspješno je zapovijedao legijama u Iliriku, 18.godine, a bio je i konzul 21.godine, s Tiberijem. Usprkos tome, Sejan je, kao, realno, drugi čovjek po stvarnoj moći u Rimskom Carstvu, i dalje širio svoju moć i utjecaj. Pokušavao se čim više povezati s vladajućom dinastijom, pa je tako, npr. još 20. godine organizirao zaruke svoje kćeri Junile, tada 4-godišnje djevojčice (!), za Klaudija Druza, dječaka nešto starijeg od Junile, i sina budućeg cara Klaudija. Naravno, Sejan, a ni itko drugi, nije tada mogao niti pretpostavljati da bi Klaudije uopće jednom mogao postati nešto više u državnoj hijerarhiji, a kamoli imperator, ali bio je pripadnik carske obitelji, i to je Sejanu bilo bitno. Međutim, mladi Klaudije Druz ubrzo umire, još kao dječak, od zagušenja, izazvanog nekom bolešću, moguće astmom. 
Pošto mu, dakle, nije uspjelo ući u vladajuću dinastiju, Sejan svu svoju pažnju usmjerava na eliminaciju Druza, rivala koji je,kao carev sin, imao neosporno kudikamo veće izglede (i pravo) na nasljeđivanje Tiberija. Drugi mogući pretendent na prijestolje, omiljeni vojskovođa Germanik, kojeg je narod volio i kojeg bi najradije vidio kao Tiberijeva nasljednika, umro je 19.godine, tijekom kampanje u Siriji. Dakle, Sejanu je na putu stajao jedino Druz. Kako je rasla Sejanova moć i utjecaj, neprijateljstvo između ove dvojice poprimalo je i oblik otvorene mržnje. To je kulminiralo 23.godine incidentom u kome je Druz udario Sejana šakom u lice. Druz je i u svakoj drugoj prilici otvoreno agitirao protiv Sejana, snebivajući se što je "stranac pozvan da pomaže u vlasti, a carev sin je živ". Pošto je Tiberije već prešao 65. godinu života, postojala je realna mogućnost da Druz, eventualno, legitimno naslijedi prijestolje. Stoga Sejan počinje intenzivirati intrige protiv njega, pa čak i zavodi Druzovu ženu Livilu. Livila je bila sestra Germanika i kasnijeg cara Klaudija. Ona ne samo da vara muža, nego i pomaže Sejanu u ostvarenju krajnjeg nauma, eliminacije Druza. Oni polako i postepeno truju Druza, a uz činjenicu da je bilo opće poznato da Druzu nisu nipošto bile mrske obilne količine vina, on naposljetku umire, naoko prirodnom smrću, 13. rujna 23.

### Daljnje jačanje vlasti i moći
Gubitak sina bio je, jasno, strašan udarac za Tiberija. Druz je bio njegov sin jedinac iz prvog braka s Vipsanijom Agripinom. Iz drugog braka s Julijom Starijom ( ili Julija Augusta, jedina kćer cara Augusta) imao je kćer, koja je umrla još kao dijete. Osim kao osobna tragedija, gubitak sina reflektirao se na Tiberija i politički. On je tijekom godina uvodio sina u politički život, dijeleći s njime neke ovlasti, npr. konzulstvo, a 22.godine, dakle godinu pred sinovu smrt, počeo je najavljivati da će mu postepeno, te u sve većoj mjeri i službeno prepuštati neke svoje ovlasti i pripremati ga tako za nasljeđivanje prijestolja. 
Slomljen smrću sina, Tiberije je još više prepustio ovlasti Sejanu, a on sam je počeo sve više posvećivati pažnju izboru budućeg nasljednika, a fokusirao se na Germanikove sinove: Neron Julije Cezar Germanik, Druz Julije Cezar i Gaj Julije Cezar August Germanik, u povijesti bolje znan kao Kaligula.  Njihov je otac peminuo 19. godine u Siriji, u nikad razjašnjenim okolnostima, pa se njihova majka, Agripina Starija vratila s djecom u Rim. Agripina Starija je,inače, bila kćer kćer slavnog Augustovog vojskovođe, najboljeg prijatelja i vršnjaka Agripe i Augustove kćeri Julije. 
Zbog takvog svog podrijetla, ali i kao udovica slavnog Germanika, Agripina je imala izuzetan ugled u rimskom društvu, pa je njezino svrstavanje uz senatore koji su se protivili rastućoj Sejanovoj moći imalo itekakvu težinu. Međutim, Agripina je izazivala tenzije i sa samim Tiberijem, jer je bila uvjerena da je on odgovoran za Germanikovu smrt. Time je, pak, izazvala mržnju stare, ali moćne Tiberijeve majke, Augustove udovice, carice Livije, koja je ionako u njoj postojala spram Agripine jer je bila javna tajna da je neskrivena Agripinina želja da bude majka budućeg rimskog cara.
Za Sejana osobno, povratak Agripine i njenih sinova značio je novu prijetnju njegovoj moći. On zato pokušava ponovo ući u carsku obitelj. Pošto se još ranije razveo od Apikate, on 25. godine on prosi Livilu, Druzovu udovicu, znajući da bi tim brakom postao adoptirani Julijevac, i time mogući nasljednik prijestolja, što bi tada, uz ogromnu moć koju je već imao, njegove aspiracije k prijestolju učinile itekako realnim. Međutim, Tiberije odbija njegov zahtjev, i to čak uz ozbiljno upozorenje da je prešao mjeru. Iznenađen i osupnut, Sejan mijenja taktiku i počinje s izolacijom Tiberija. To čini na način da podgrijava i jača njegovu paranoju prema Agripini i Senatu, i predlaže caru da se povuče negdje na mir, u osamu, što car i čini. 26. godine on se povlači prvo u Kampaniju, a nedugo potom u palaču na otok Capri. Kako su ga i tamo čuvali njegovi pretorijanci, Sejan je lako kontrolirao, selektirao i filtrirao informacije koje su caru stizale iz Rima.
Tiberije je ostao na otoku Capri do smrti, 37. godine, i nikada se više nije vratio u Rim.
Iako je Tiberijevim povlačenjem iz Rima Sejan postao realno najmoćniji čovjek u Rimskom Carstvu, ostvarenju njegova konačnog cilja smetala je jedino prisutnost Tiberijeve majke, stare carice Livije. Njena smrt, 29. godine, uklonila mu je i posljednju prepreku. On počinje seriju progona i čistki, u vidu suđenja za izdaju, kako uglednih senatora, tako i ostale bogate aristokracije. Uklanja svakoga za koga sumnja da bi mogao biti prijetnja njegovoj vlasti, konfiscirajući imovinu nešto u korist državne riznice, a nešto u korist svoje vlastite. Organizira mrežu raznih špijuna i informatora koji lažnim svjedočenjima na suđenjima optužuju žrtve za izdaju, a mnoge potencijalne žrtve vrše samoubojstva da osudama, izazvanim lažnim svjedočenjima, ne bi osramotili i bacili ljagu na svoje stare i čestite rimske obitelji. Stradavaju mnogi ugledni senatori, pa i sama Agripina Starija, koja je s dvojicom sinova uhićena i prognana, te umiru u egzilu, u nerazjašnjenim okolnostima. Treći njen sin, Kaligula, nije podijelio tu sudbinu iz jednostavnog razloga što je bio s carem na Capriju.

## Pad

### Prijava caru
31. godine, usprkos tome što nije iz aristokratske loze, Sejan vrši konzulsku službu, zajedno s Tiberijem (u odsutnosti). Paralelno s time, jer je Tiberije odsutan iz Rima već pet godina, napokon se zaručuje Livilom, Druzovom udovicom. Najveća većina senatora i patricija mu se dodvorava i iskazuje počasti. Njegov rođendan javno se proslavlja, podižu se svuda njegovi kipovi, njemu u čast. Njegova politička opozicija je desetkovana, nema protivnika. Na apsolutnom je vrhuncu moći, i, iako neokrunjeni, neosporni je i stvarni vladar moćnog Rimskog Carstva.
Što se je dalje događalo, nije posve jasno, jer su vjerodostojni zapisi tadašnjih kroničara, posebice Tacita, zagubljeni. Moderni povjesničari smatraju da je Sejan ipak bio toliko priseban, i da nije pokušao otvoreno udariti na Tiberija i silom, državnim udarom, preuzeti prijestolje. Vjerojatnije se čini da je legalnim načinom želio svrgnuti cara, i kao regent vladati carstvom u ime Tiberija Gemela, Druzova i Livilina sina (koji je tada imao 12 godina), ili u ime Kaligule (tada 19-godinjak). 
Prema navodima Josipa Flavija, židovskog kroničara iz 1. stoljeća, Sejana je izdao njegov pristaša i, izgleda, osoba od povjerenja, Satrije Sekundo. Iz kojih motiva, ostaje tajna. On ili nije želio, ili nije mogao, osobno obavijestiti Tiberija, pa je o svemu obavijestio Antoniju Mlađu, Livilinu majku (koja je i majka Germanika i Klaudija. Antonija Mlađa bila je kćer trijumvira Marka Antonija i Oktavije, sestre cara Augusta. Ona daje zadatak Palasu, svom netom oslobođenom robu, inače učenom Grku (kasnijem tajniku careva Klaudija i Nerona), te on nosi na Capri njezino opširno pismo u kojem obavještava Tiberija o svemu.  
Doznavši za Sejanove spletke, i planiranu urotu protiv njega, s namjerom posrednog preuzimanja vlasti (ali ne još i za Sejanovu umiješanost u smrt sina Druza), Tiberije je poduzeo korake ka njegovoj eliminaciji. Međutim, nije želio odmah krenuti silom na Sejana, jer je bio svjestan moći njegovih pretorijanaca. Umjesto toga odlučio se je najprije na političku diskvalifikaciju čovjeka kome je još do maloprije bezgranično vjerovao. Lukavi je Tiberije odaslao niz pisama senatorima u kojima je hvalio Sejana, a u drugima ga je prikazao kao totalnog veleizdajnika i uzrupatora.  U nekim je pismima najavljivao svoj povratak u Rim, a u nekima nagovještavao da je na samrti. Time je izazvao silnu pomutnju i golemu napetost i sveukupni interes i aristokracije i puka za opću situaciju u Rimu i na Capriju. Odstupa s konzulskog položaja, čime je, prema rimskim Zakonima, i Sejan bio prinuđen učiniti isto. Paralelno, jača Kaligulin položaj, dodjeljujući mu svećenički položaj. Opća zbunjenost je dala rezultata, mnogi Sejanovi sljedbenici su postali oprezni i sumnjičavi, važući mogući rasplet događaja.
Kad je Tiberije shvatio da je podrška Sejanu oslabila, da nije više homogeno snažna, zbog opće konfuzije, pokrenuo je sljedeći potez. Naredio je da se dotadašnji zapovjednik rimske policije i vatrogasaca,  Nevije Svetorije Makro, pripremi za preuzimanje Sejanovog zapovjedništva nad pretorijancima. 
18. listopada 31. godine Sejan je pozvan u Senat, da bi, temeljem tobožnjih Tiberijevih uredbi, primio neke tribunske ovlasti. Sejan je rano u jutro stigao u Senat, a nakon toga su zgradu okružili Makrovi pripadnici vatrogastva i policije, dok je sam Makro (vjerojatno metodom mrkve i batine, tj. otvorivši im oči, i sugeriravši im da je Sejan stvar prošlosti) već postupno preuzimao kontrolu nad pretorijancima. 
Senat je počeo s čitanjem Tiberijeva pisma, te su senatori čak i čestitali Sejanu na novim dužnostima, ali pismo je imalo i nastavak, u kome je detaljno razjašnjena njegova uloga u planiranju udara na Tiberija. Naređeno je njegovo uhićenje, što je odmah i učinjeno, i pod stražom je sproveden u zatvor.

### Sejanova smrt
Navečer istog dana Senat je zasjedao u Konkordijinom hramu i jednoglasno osudio Sejana na smrt. Smjesta je izveden iz zatvora, i pogubljen davljenjem, te je njegovo tijelo bačeno niz Gemonijske stube, pred razularenu svjetinu, što je bio običaj prema kriminalcima i najtežim prijestupnicima. Svjetina, koja je još jučer i podržavala ga, ali i drhtala pred njim, raskomadala je njegovo tijelo. Kako to obično biva, u nastalim neredima i erupciji osvete, uslijedila je neviđena odmazda nad Sejanovim pristašama i suradnicima.  Sukladno starom rimskom pravilu damnatio memoriae, svi njegovi kipovi su uklonjeni, a ime mu je izbrisano iz javnih spisa (to se ja pravilo kasnije primijenilo i npr. na careve Nerona i Domicijana). 

### Posljedice
Tjedan dana kasnije uhićen je Sejanov najstariji sin Strabon, te također osuđen i smaknut. Dva dana kasnije bivša Sejanova žena, Apikata, počinila je samoubojstvo, ali prethodno poslavši Tiberiju pismo u kojem do u tančine navodi umiješanost Sejana i Livile u smrti, tj. ubojstvu trovanjem carevog sina Druza. Optužbe su potkrijepljene dokazima u vidu priznanja Livilinih robova koji su njoj pripremali otrov za Druza. Tiberije je bio, naravno, osupnut bolnom istinom, i naredio je daljnje egzekucije.
Sudbina Livile nije posve jasna. Po jednim izvorima počinila je samoubojstvo, a po drugim, vlastita ju je majka, Antonija Mlađa, zatvorila i ostavila da umre od gladi. Ostatak Sejanove obitelji, sin Kapito Elije, i kćer Junila, pogubljeni su u prosincu te godine. Ironično, ali, pošto su rimski zakoni branili da djevica bude pogubljena, (a Junila je to bila), maloljetna je Sejanova kćer najprije silovana, dakle razdjevičena, a onda pogubljena, davljenjem, i njihova su tijela također bačena niz Gemonijske stube. 
Početkom iduće godine pravilo damnatio memoriae primijenjeno je i na Livilu. 
Oduševljenje Sejanovim padom u Rimu je ubrzo zamijenjeno strahom, jer su uslijedila brojna suđenja i pogubljenja svakoga tko je na bilo koji način bio povezan sa Sejanom. U tom smislu nitko nije bio pošteđen Tiberijeva gnjeva, a progoni su se sporadično nastavljali sve do Tiberijeve smrti na otoku Capri, 37. godine.